# Rally de Suecia de 2023
El Rally de Suecia de 2023, oficialmente 70th Rally Sweden, es la 70.ª edición y la segunda ronda de la temporada 2023 del Campeonato Mundial de Rally. Se celebró del 9 al 12 de febrero y contó con un itinerario de dieciocho tramos sobre nieve que sumaban un total de 302,52 km cronometrados. Fue también la segunda ronda de los campeonatos WRC 2 y WRC 3.
El ganador de la prueba fue el estonio Ott Tänak quien en su segundo rallye tras su regreso al M-Sport Ford WRT consiguió su segunda victoria en tierras suecas tras la conseguida en 2019. Esta además fue su primera victoria con la estructura británica tras la conseguida en el Rally de Alemania de 2017. Tras unas órdenes de equipo fallidas, Craig Breen terminó en la segunda posición y Thierry Neuville en la tercera. Breen por orden del equipo llegó al reagrupamiento de la última etapa tarde, lo que le acarreó una penalización de diez segundos que le hicieron caer a la tercera plaza. Tras un error de Neuville en el Power Stage en el cual perdió tiempo, Breen volvió a la segunda posición.
En el WRC-2 el ganador de la prueba fue el local Oliver Solberg quien se convirtió en el primer ganador mundialista a bordo del nuevo Škoda Fabia RS Rally2 tras la victoria arrebatada en la ronda anterior en Montecarlo. El noruego Ole Christian Veiby pudo remontar y terminar en la segunda posición tras tener problemas que lo alejaron de la lucha por la victoria y el podio en la jornada del viernes. El último escalón del podio fue ocupado por el joven finés Sami Pajari quien consiguió su primer podio en la categoría.
Tras no haber tenido participantes en la ronda anterior de Montecarlo, el WRC-3 se puso a andar en la nieve sueca, el ganador de la prueba fue el finés Roope Korhonen quien logró su primera victoria mundialista. El irlandés William Creighton terminó la segunda posición tras una cerrada lucha con el francés Laurent Pellier que finalmente se quedó con el último escalón del podio.
Esta ronda marco el regresó del JWRC tras ser llamado WRC-3 Junior la temporada anterior. El ganador de la prueba fue el irlandés William Creighton que sumó su segundo podio en la rondas tras terminar segundo en el WRC-3. Otro que volvió a subirse al podio sueco fue el francés Laurent Pellier que terminó tercero en el WRC-3 y segundo en el JWRC. El último escalón del podio fue ocupado por el paraguayo Diego Dominguez Jr que se estrenó en el podio mundialista en la categoría júnior.

## Lista de inscritos
| Num.                            | Piloto                      | Copiloto                 | Automóvil                | Equipo                           | Neu.                     |
| World Rally Championship        | World Rally Championship    | World Rally Championship | World Rally Championship | World Rally Championship         | World Rally Championship |
| ------------------------------- | --------------------------- | ------------------------ | ------------------------ | -------------------------------- | ------------------------ |
| 4                               | Esapekka Lappi              | Janne Ferm               | Hyundai i20 N Rally1     | Hyundai Shell Mobis WRT          | P                        |
| 7                               | Pierre-Louis Loubet         | Nicolas Gilsoul          | Ford Puma Rally1         | M-Sport Ford WRT                 | P                        |
| 8                               | Ott Tänak                   | Martin Järveoja          | Ford Puma Rally1         | M-Sport Ford WRT                 | P                        |
| 11                              | Thierry Neuville            | Martijn Wydaeghe         | Hyundai i20 N Rally1     | Hyundai Shell Mobis WRT          | P                        |
| 18                              | Takamoto Katsuta            | Aaron Johnston           | Toyota GR Yaris Rally1   | Toyota Gazoo Racing WRT          | P                        |
| 33                              | Elfyn Evans                 | Scott Martin             | Toyota GR Yaris Rally1   | Toyota Gazoo Racing WRT          | P                        |
| 37                              | Lorenzo Bertelli            | Simone Scattolin         | Toyota GR Yaris Rally1   | Toyota Gazoo Racing WRT          | P                        |
| 42                              | Craig Breen                 | James Fulton             | Hyundai i20 N Rally1     | Hyundai Shell Mobis WRT          | P                        |
| 69                              | Kalle Rovanperä             | Jonne Halttunen          | Toyota GR Yaris Rally1   | Toyota Gazoo Racing WRT          | P                        |
| World Rally Championship 2      |                             |                          |                          |                                  |                          |
| 20                              | Oliver Solberg              | Elliott Edmondson        | Škoda Fabia RS Rally2    | Oliver Solberg                   | P                        |
| 21                              | Ole Christian Veiby         | Torstein Eriksen         | Volkswagen Polo GTI R5   | Ole Christian Veiby              | P                        |
| 22                              | Emil Lindholm               | Reeta Hämäläinen         | Škoda Fabia RS Rally2    | Toksport WRT                     | P                        |
| 23                              | Teemu Suninen               | Mikko Markkula           | Hyundai i20 N Rally2     | Hyundai Motorsport N             | P                        |
| 24                              | Jari Huttunen               | Antti Linnaketo          | Škoda Fabia R5           | Jari Huttunen                    | P                        |
| 25                              | Georg Linnamäe              | James Morgan             | Hyundai i20 N Rally2     | Georg Linnamäe                   | P                        |
| 26                              | Egon Kaur                   | Jakko Viilo              | Škoda Fabia Rally2 evo   | Egon Kaur                        | P                        |
| 27                              | Nikolay Gryazin             | Konstantin Aleksandrov   | Škoda Fabia RS Rally2    | Toksport WRT 2                   | P                        |
| 28                              | Sami Pajari                 | Enni Mälkönen            | Škoda Fabia RS Rally2    | Toksport WRT                     | P                        |
| 29                              | Robert Virves               | Hugo Magalhães           | Ford Fiesta Rally2       | M-Sport Ford WRT                 | P                        |
| 30                              | Lauri Joona                 | Tuukka Shemeikka         | Škoda Fabia Rally2 evo   | Lauri Joona                      | P                        |
| 31                              | Marco Bulacia               | Diego Vallejo            | Škoda Fabia RS Rally2    | Toksport WRT 2                   | P                        |
| 32                              | Bruno Bulacia               | Axel Coronado            | Škoda Fabia Rally2 evo   | Bruno Bulacia                    | P                        |
| 34                              | Fabrizio Zaldivar           | Marcelo Der Ohannesian   | Hyundai i20 N Rally2     | Hyundai Motorsport N             | P                        |
| 35                              | Rakan Al-Rashed             | Dale Moscatt             | Škoda Fabia RS Rally2    | Rakan Al-Rashed                  | P                        |
| 36                              | Michał Sołowow              | Maciej Baran             | Škoda Fabia RS Rally2    | Michał Sołowow                   | P                        |
| 38                              | Mauro Miele                 | Luca Beltrame            | Škoda Fabia Rally2 evo   | Mauro Miele                      | P                        |
| 39                              | Fabrizio Arengi Bentivoglio | Massimiliano Bosi        | Škoda Fabia Rally2 evo   | Fabrizio Arengi Bentivoglio      | P                        |
| 40                              | Daniel Alonso Villarón      | Adrián Pérez Fernández   | Citroën C3 Rally2        | Daniel Alonso Villarón           | P                        |
| 41                              | Jörgen Jonasson             | Nicklas Jonasson         | Škoda Fabia Rally2 evo   | Jörgen Jonasson                  | P                        |
| 44                              | Luciano Cobbe               | Roberto Mometti          | Škoda Fabia Rally2 evo   | Luciano Cobbe                    | P                        |
| 45                              | Joakim Roman                | Ida Lidebjer-Granberg    | Škoda Fabia R5           | Joakim Roman                     | P                        |
| 46                              | Miguel Zaldivar Sr          | José Luis Díaz           | Hyundai i20 N Rally2     | Miguel Zaldivar Sr               | P                        |
| 47                              | Miguel Díaz-Aboitiz         | Rodolfo del Barrio       | Škoda Fabia Rally2 evo   | Miguel Díaz-Aboitiz              | P                        |
| 48                              | Alexander Villanueva        | José Murado González     | Škoda Fabia Rally2 evo   | Alexander Villanueva             | P                        |
| World Rally Championship 3      |                             |                          |                          |                                  |                          |
| 49                              | Roope Korhonen              | Anssi Viinikka           | Ford Fiesta Rally3       | Roope Korhonen                   | P                        |
| 50                              | William Creighton           | Liam Regan               | Ford Fiesta Rally3       | Motorsport Ireland Rally Academy | P                        |
| 52                              | Laurent Pellier             | Marine Pelamourgues      | Ford Fiesta Rally3       | Laurent Pellier                  | P                        |
| 53                              | Toni Herranen               | Mikko Lukka              | Ford Fiesta Rally3       | Toni Herranen                    | P                        |
| 54                              | Diego Dominguez Jr          | Rogelio Peñate           | Ford Fiesta Rally3       | Diego Dominguez Jr               | P                        |
| 55                              | Jesse Kallio                | Jussi Lindberg           | Ford Fiesta Rally3       | Jesse Kallio                     | P                        |
| 56                              | Eamonn Kelly                | Conor Mohan              | Ford Fiesta Rally3       | Motorsport Ireland Rally Academy | P                        |
| 57                              | Filip Kohn                  | Tomáš Střeska            | Ford Fiesta Rally3       | Filip Kohn                       | P                        |
| 59                              | Tom Rensonnet               | Loïc Dumont              | Ford Fiesta Rally3       | RACB National Team               | P                        |
| 61                              | Hamza Anwar                 | Adnan Din                | Ford Fiesta Rally3       | Hamza Anwar                      | P                        |
| Junior World Rally Championship |                             |                          |                          |                                  |                          |
| 50                              | William Creighton           | Liam Regan               | Ford Fiesta Rally3       | Motorsport Ireland Rally Academy | P                        |
| 51                              | Grégoire Munster            | Louis Louka              | Ford Fiesta Rally3       | Grégoire Munster                 | P                        |
| 52                              | Laurent Pellier             | Marine Pelamourgues      | Ford Fiesta Rally3       | Laurent Pellier                  | P                        |
| 54                              | Diego Dominguez Jr          | Rogelio Peñate           | Ford Fiesta Rally3       | Diego Dominguez Jr               | P                        |
| 56                              | Eamonn Kelly                | Conor Mohan              | Ford Fiesta Rally3       | Motorsport Ireland Rally Academy | P                        |
| 58                              | Raúl Hernández              | Rodrigo Sanjuan          | Ford Fiesta Rally3       | Raúl Hernández                   | P                        |
| 59                              | Tom Rensonnet               | Loïc Dumont              | Ford Fiesta Rally3       | RACB National Team               | P                        |
| 60                              | Roberto Blach Núñez         | Mauro Barreiro           | Ford Fiesta Rally3       | Roberto Blach Núñez              | P                        |
| 61                              | Hamza Anwar                 | Adnan Din                | Ford Fiesta Rally3       | Hamza Anwar                      | P                        |
| Fuente: ewrc-results.com        |                             |                          |                          |                                  |                          |

## Itinerario
| Día                      | Tramo     | Nombre               | Distancia | Ganador          | Tiempo  | Líder de la general |
| ------------------------ | --------- | -------------------- | --------- | ---------------- | ------- | ------------------- |
| Día 1 (9 de febrero)     | Shakedown | Håkmark              | 5.47 km   | Kalle Rovanperä  | 2:50.9  | -                   |
| Día 1 (9 de febrero)     | SS1       | Umeå Sprint 1        | 5.38 km   | Kalle Rovanperä  | 3:23.3  | Kalle Rovanperä     |
| Día 2 (10 de febrero)    | SS2       | Brattby 1            | 10.76 km  | Craig Breen      | 6:24.8  | Ott Tänak           |
| Día 2 (10 de febrero)    | SS3       | Sarsjöliden 1        | 14.23 km  | Kalle Rovanperä  | 6:28.3  | Ott Tänak           |
| Día 2 (10 de febrero)    | SS4       | Botsmark 1           | 25.76 km  | Takamoto Katsuta | 12:00.0 | Ott Tänak           |
| Día 2 (10 de febrero)    | SS5       | Brattby 2            | 10.76 km  | Craig Breen      | 6:25.1  | Craig Breen         |
| Día 2 (10 de febrero)    | SS6       | Sarsjöliden 2        | 14.23 km  | Craig Breen      | 6:35.0  | Craig Breen         |
| Día 2 (10 de febrero)    | SS7       | Botsmark 2           | 25.76 km  | Ott Tänak        | 12:02.3 | Craig Breen         |
| Día 2 (10 de febrero)    | SS8       | Umeå Sprint 2        | 5.38 km   | Kalle Rovanperä  | 3:28.1  | Craig Breen         |
| Día 3 (11 de febrero)    | SS9       | Norrby 1             | 12.54 km  | Thierry Neuville | 5:20.2  | Craig Breen         |
| Día 3 (11 de febrero)    | SS10      | Floda 1              | 28.25 km  | Craig Breen      | 12:11.5 | Craig Breen         |
| Día 3 (11 de febrero)    | SS11      | Sävar 1              | 17.28 km  | Kalle Rovanperä  | 8:07.0  | Craig Breen         |
| Día 3 (11 de febrero)    | SS12      | Norrby 2             | 12.54 km  | Kalle Rovanperä  | 5:23.6  | Craig Breen         |
| Día 3 (11 de febrero)    | SS13      | Floda 2              | 28.25 km  | Thierry Neuville | 12:10.0 | Craig Breen         |
| Día 3 (11 de febrero)    | SS14      | Sävar 2              | 17.28 km  | Thierry Neuville | 8:21.8  | Ott Tänak           |
| Día 3 (11 de febrero)    | SS15      | Umeå 1               | 11.02 km  | Thierry Neuville | 5:49.2  | Ott Tänak           |
| Día 4 (12 de febrero)    | SS16      | Västervik 1          | 26.48 km  | Kalle Rovanperä  | 12:41.0 | Ott Tänak           |
| Día 4 (12 de febrero)    | SS17      | Västervik 2          | 26.48 km  | Thierry Neuville | 12:37.0 | Ott Tänak           |
| Día 4 (12 de febrero)    | SS18      | Umeå 2 (Power Stage) | 11.02 km  | Esapekka Lappi   | 5:42.0  | Ott Tänak           |
| Fuente: ewrc-results.com |           |                      |           |                  |         |                     |

### Power stage
El power stage fue un tramo de 11.02 km al final del rally. Se otorgaron puntos adicionales a los cinco más rápidos.
| Pos. | Piloto          | Copiloto        | Tiempo | Puntos |
| ---- | --------------- | --------------- | ------ | ------ |
| 1    | Esapekka Lappi  | Janne Ferm      | 5:42.0 | 5      |
| 2    | Elfyn Evans     | Scott Martin    | +0.6   | 4      |
| 3    | Kalle Rovanperä | Jonne Halttunen | +0.7   | 3      |
| 4    | Ott Tänak       | Martin Järveoja | +0.7   | 2      |
| 5    | Craig Breen     | James Fulton    | +0.9   | 1      |

## Clasificación final
| World Rally Championship        | World Rally Championship | World Rally Championship | World Rally Championship | World Rally Championship         | World Rally Championship | World Rally Championship | World Rally Championship |
| Pos.                            | Piloto                   | Copiloto                 | Automóvil                | Equipo                           | Neumático                | Tiempo                   | Puntos                   |
| ------------------------------- | ------------------------ | ------------------------ | ------------------------ | -------------------------------- | ------------------------ | ------------------------ | ------------------------ |
| 1                               | Ott Tänak                | Martin Järveoja          | Ford Puma Rally1         | M-Sport Ford WRT                 | P                        | 2:25:54.5                | 25                       |
| 2                               | Craig Breen              | James Fulton             | Hyundai i20 N Rally1     | Hyundai Shell Mobis WRT          | P                        | +18.7                    | 18                       |
| 3                               | Thierry Neuville         | Martijn Wydaeghe         | Hyundai i20 N Rally1     | Hyundai Shell Mobis WRT          | P                        | +20.0                    | 15                       |
| 4                               | Kalle Rovanperä          | Jonne Halttunen          | Toyota GR Yaris Rally1   | Toyota Gazoo Racing WRT          | P                        | +25.1                    | 12                       |
| 5                               | Elfyn Evans              | Scott Martin             | Toyota GR Yaris Rally1   | Toyota Gazoo Racing WRT          | P                        | +1:24.0                  | 10                       |
| 6                               | Pierre-Louis Loubet      | Nicolas Gilsoul          | Ford Puma Rally1         | M-Sport Ford WRT                 | P                        | +5:59.0                  | 8                        |
| 7                               | Esapekka Lappi           | Janne Ferm               | Hyundai i20 N Rally1     | Hyundai Shell Mobis WRT          | P                        | +7:42.4                  | 6                        |
| 8                               | Oliver Solberg           | Elliott Edmondson        | Škoda Fabia RS Rally2    | Oliver Solberg                   | P                        | +7:48.1                  | 4                        |
| 9                               | Ole Christian Veiby      | Torstein Eriksen         | Volkswagen Polo GTI R5   | Ole Christian Veiby              | P                        | +8:30.4                  | 2                        |
| 10                              | Sami Pajari              | Enni Mälkönen            | Škoda Fabia RS Rally2    | Toksport WRT                     | P                        | +9:03.2                  | 1                        |
| World Rally Championship 2      |                          |                          |                          |                                  |                          |                          |                          |
| 1 (8.)                          | Oliver Solberg           | Elliott Edmondson        | Škoda Fabia RS Rally2    | Oliver Solberg                   | P                        | 2:33:42.6                | 25                       |
| 2 (9.)                          | Ole Christian Veiby      | Torstein Eriksen         | Volkswagen Polo GTI R5   | Ole Christian Veiby              | P                        | +42.3                    | 18                       |
| 3 (10.)                         | Sami Pajari              | Enni Mälkönen            | Škoda Fabia RS Rally2    | Toksport WRT                     | P                        | +1:15.1                  | 15                       |
| 4 (12.)                         | Georg Linnamäe           | James Morgan             | Hyundai i20 N Rally2     | Georg Linnamäe                   | P                        | +2:21.1                  | 12                       |
| 5 (13.)                         | Marco Bulacia            | Diego Vallejo            | Škoda Fabia RS Rally2    | Toksport WRT 2                   | P                        | +2:41.5                  | 10                       |
| 6 (15.)                         | Teemu Suninen            | Mikko Markkula           | Hyundai i20 N Rally2     | Hyundai Motorsport N             | P                        | +2:48.0                  | 8                        |
| 7 (16.)                         | Emil Lindholm            | Reeta Hämäläinen         | Škoda Fabia RS Rally2    | Toksport WRT                     | P                        | +3:01.5                  | 6                        |
| 8 (17.)                         | Lauri Joona              | Tuukka Shemeikka         | Škoda Fabia Rally2 evo   | Lauri Joona                      | P                        | +3:10.6                  | 4                        |
| 9 (18.)                         | Robert Virves            | Hugo Magalhães           | Ford Fiesta Rally2       | M-Sport Ford WRT                 | P                        | +4:33.0                  | 2                        |
| 10 (19.)                        | Bruno Bulacia            | Axel Coronado            | Škoda Fabia Rally2 evo   | Bruno Bulacia                    | P                        | +4:35.3                  | 1                        |
| World Rally Championship 3      |                          |                          |                          |                                  |                          |                          |                          |
| 1 (22.)                         | Roope Korhonen           | Anssi Viinikka           | Ford Fiesta Rally3       | Roope Korhonen                   | P                        | 2:44:25.9                | 25                       |
| 2 (23.)                         | William Creighton        | Liam Regan               | Ford Fiesta Rally3       | Motorsport Ireland Rally Academy | P                        | +39.6                    | 18                       |
| 3 (24.)                         | Laurent Pellier          | Marine Pelamourgues      | Ford Fiesta Rally3       | Laurent Pellier                  | P                        | +40.2                    | 15                       |
| 4 (25.)                         | Diego Dominguez Jr       | Rogelio Peñate           | Ford Fiesta Rally3       | Diego Dominguez Jr               | P                        | +3:08.0                  | 12                       |
| 5 (33.)                         | Tom Rensonnet            | Loïc Dumont              | Ford Fiesta Rally3       | RACB National Team               | P                        | +15:25.6                 | 10                       |
| 6 (35.)                         | Jesse Kallio             | Jussi Lindberg           | Ford Fiesta Rally3       | Jesse Kallio                     | P                        | +15:55.7                 | 8                        |
| 7 (36.)                         | Hamza Anwar              | Adnan Din                | Ford Fiesta Rally3       | Hamza Anwar                      | P                        | +19:46.6                 | 6                        |
| 8 (40.)                         | Toni Herranen            | Mikko Lukka              | Ford Fiesta Rally3       | Toni Herranen                    | P                        | +30:36.1                 | 4                        |
| 9 (44.)                         | Filip Kohn               | Tomáš Střeska            | Ford Fiesta Rally3       | Filip Kohn                       | P                        | +1:04:16.1               | 2                        |
| Junior World Rally Championship |                          |                          |                          |                                  |                          |                          |                          |
| 1 (23.)                         | William Creighton        | Liam Regan               | Ford Fiesta Rally3       | Motorsport Ireland Rally Academy | P                        | 2:45:05.5                | 25                       |
| 2 (24.)                         | Laurent Pellier          | Marine Pelamourgues      | Ford Fiesta Rally3       | Laurent Pellier                  | P                        | +0.6                     | 18                       |
| 3 (25.)                         | Diego Dominguez Jr       | Rogelio Peñate           | Ford Fiesta Rally3       | Diego Dominguez Jr               | P                        | +2:28.4                  | 15                       |
| 4 (26.)                         | Grégoire Munster         | Louis Louka              | Ford Fiesta Rally3       | Grégoire Munster                 | P                        | +3:02.6                  | 12                       |
| 5 (28.)                         | Raúl Hernández           | Rodrigo Sanjuan          | Ford Fiesta Rally3       | Raúl Hernández                   | P                        | +7:44.9                  | 10                       |
| 6 (30.)                         | Roberto Blach Núñez      | Mauro Barreiro           | Ford Fiesta Rally3       | Roberto Blach Núñez              | P                        | +10:35.9                 | 8                        |
| 7 (33.)                         | Tom Rensonnet            | Loïc Dumont              | Ford Fiesta Rally3       | RACB National Team               | P                        | +14:46.0                 | 6                        |
| 8 (36.)                         | Hamza Anwar              | Adnan Din                | Ford Fiesta Rally3       | Hamza Anwar                      | P                        | +19:07.0                 | 4                        |
| Fuente: ewrc-results.com        |                          |                          |                          |                                  |                          |                          |                          |

## Clasificaciones tras el rally
| Posición | Piloto           | Puntos | Cambios de posición |
| -------- | ---------------- | ------ | ------------------- |
| 1        | Ott Tänak        | 41     | Crecimiento         |
| 2        | Kalle Rovanperä  | 38     | Sin cambios         |
| 3        | Thierry Neuville | 32     | Sin cambios         |
| 4        | Elfyn Evans      | 29     | Sin cambios         |
| 5        | Sébastien Ogier  | 26     | Decrecimiento       |

| Posición | Equipo                  | Puntos | Cambios de posición |
| -------- | ----------------------- | ------ | ------------------- |
| 1        | Toyota Gazoo Racing WRT | 80     | Sin cambios         |
| 2        | Hyundai Shell Mobis WRT | 66     | Sin cambios         |
| 3        | M-Sport Ford WRT        | 51     | Sin cambios         |